# Робер Силни
Робер IV Силни (на френски: Robert le Fort; * 820, † 866), познат и като Рутперт, е маркиз (маркграф) на Неустрия. Той е основоположник на династична линия, позната като Робертини.
През 853 г. е изпратен от Шарл I Плешиви за управител на Неустрия като missus dominicus (граф-пратеник). Неговите синове Одо и Робер стават пълновластни крале на Франция, а така също и неговия правнук Хуго Капет, който основава и нов династичен клон (Капетинги).

## Бунт
Въпреки че е бил фаворизиран от Шарл, през 858 г. Робер се присъединява към масов бунт срещу краля. Във войната се включва и крал Саломон от Бретан, а въстаналите благородници от Неустрия канят Лудвиг Немски да навлезе със своята армия от изток. Вълненията са предизвикани от брака между Шарл и Ериспея (наследничка на могъщ феодален род от Бретан) и наследяването на короната на Неустрия от Шарл. Тези събития чувствително разклащат политическата мощ на Робер и Саломон. Войната протича с променлив успех, а след подписването на мирния договор разбунтувалия се Робер Силни получава и титлата граф на Анжу. Военните действия затихват и отново ескалират с променлива активност и различно участие на страните, като неколкократно в конфликта се включват и нормани като наемници или със собствените им политически намерения.

## Битката при Брисар
През 866 г. Робер Силни загива в Битката при Брисар, сражавайки се с викингски нашественици. Легендата за смъртта му разказва, че в хода на битката франките взели надмощие и изолирали водача на врага в една църква. Решил, че контролира ситуацията, Робер заповядал да обсадят църквата и се оттеглил за почивка, сваляйки бронята си. В този момент викингските берсеркери се отскубнали от капана си и с бой си пробили път към отстъпление. При тази схватка смъртно бил ранен и Робер Силни.

## Семейство
Робер е женен за Аделхайд фон Тур, дъщеря на Хуго фон Тур. Техни деца са:
- Одо (р. 857-898) - Крал на Западнофранкското кралство.
- Роберт I (р. 866-923) - Крал на Западнофранкското кралство.